# Maria Vlucht

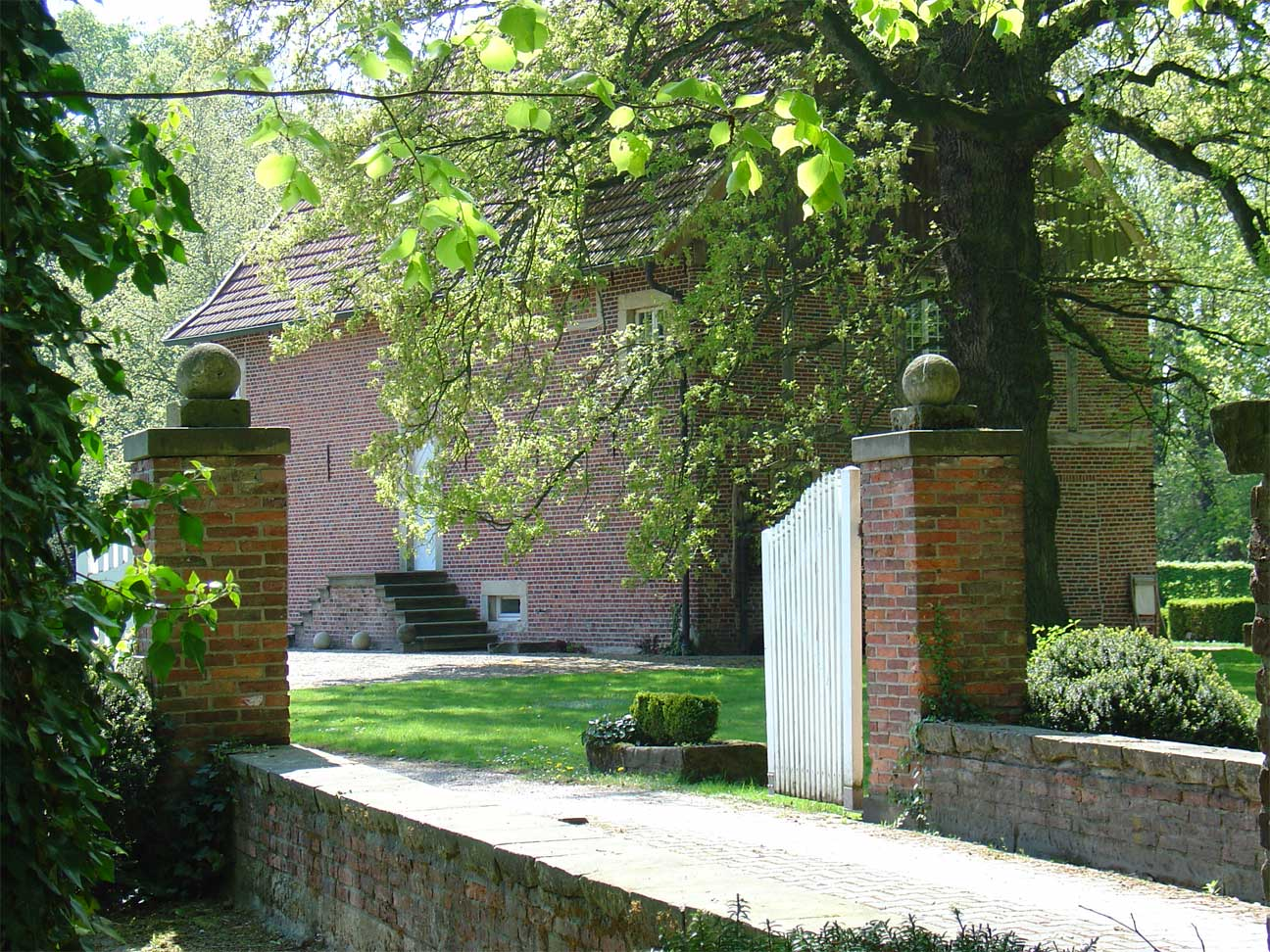
Voormalig klooster Maria Vlucht nabij Glane

Maria Vlucht is een klooster, gesticht ten behoeve van de in 1665 uit Almelo vertrokken zusters van het Sint-Catharinaklooster. Het klooster ligt in het buitengebied van Gronau, Duitsland even over de grens met Nederland, nabij het Twentse Glane.
In 1664 verbood de toenmalige heer van Almelo, Zeger van Rechteren, het uitoefenen van de katholieke godsdienst. De nonnen van het Sint-Catharinaklooster trokken in 1665 weg en vestigden zich 300 meter over de grens met Duitsland iets ten zuidwesten van het Nederlandse Glane in een klooster dat zij de naam Maria Vlucht gaven. In 1660 had Herman Terhoente, aartspriester van Twente, hier naast de kapel van Glaan al een huis met tuin laten bouwen ten behoeve van enkele seculieren, werkzaam in de Hollandse Zending te Twente. De kapel deed mede dienst als gebedshuis voor de katholieken in Twente.
Na een roerige periode, met inkwartiering van soldaten tijdens de Franse tijd, werd het klooster in 1811 opgeheven. De Twentse nonnen vestigden zich als klopjes in Losser. Veel van de in het klooster bewaarde kerkschatten, oorspronkelijk afkomstig uit Almelo, zijn in de streek bewaard gebleven. Zo bevindt zich in de kerk van Losser een koorbank met de afbeeldingen van de twaalf apostelen. Verder zijn archivalia van het Oldenzaalse Plechelmuskapittel via het klooster Maria Vlucht en de Losserse pastoriezolder uiteindelijk, rond het midden van de negentiende eeuw, in handen gekomen van pastoor Geerdink in De Lutte. Daardoor zijn deze documenten bewaard gebleven; ze verblijven nu in de Collectie Rijsenburg van Het Utrechts Archief. Eén handschrift, het memorieboek van genoemd kapittel, is tentoongesteld in de oude sacristie van de Sint-Plechelmusbasiliek te Oldenzaal en ook online te raadplegen.

## Vernoeming
Parochie Maria Vlucht is de naam van de parochie waar de geloofsgemeenschappen en kerkgebouwen van de H. Maria Geboortekerk te Losser, de O.L.V. van de H. Rozenkranskerk te Glanerbrug, de Jacobus de Meerderekerk te Lonneker en de H. Gerardus Majellakerk te Overdinkel deel van uit maken.